# Ganfluga

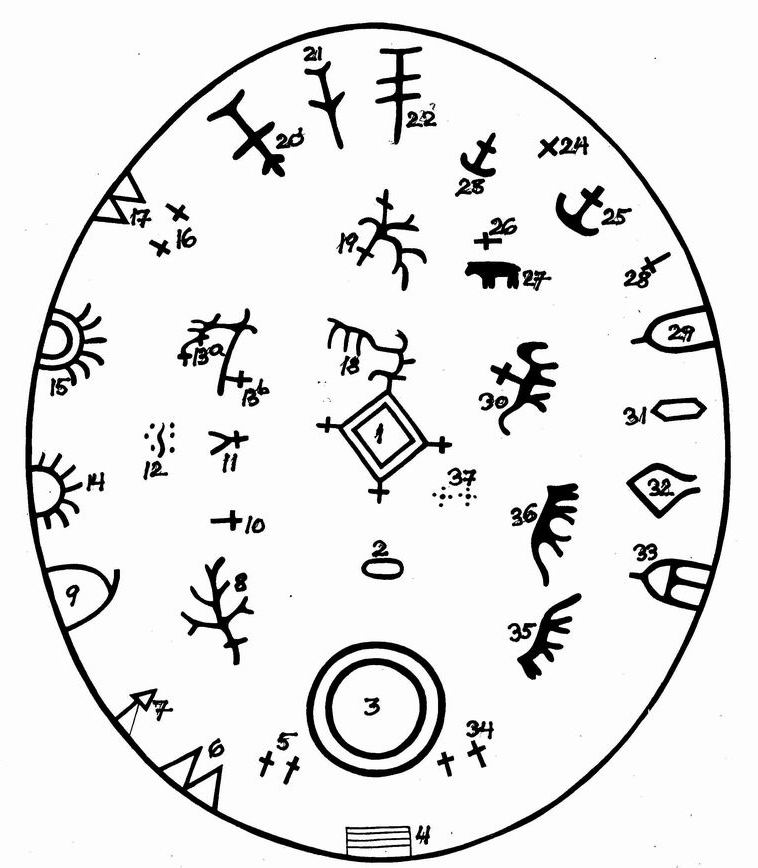
Bindalstromma, med tecken (nr 37) för ganflugor som två prickade kors, snett nedan till höger om mittbilden

Ganfluga, ganflua eller gandfluga, (sydsamiska: Gane-čurek), är beteckningen på en gan i form av en fluga. Gan var ett trolltyg i äldre nordisk föreställningsvärld, vilket en trollkarl kunde sända ut för att skada någon, och ganfluga var en gan i form av en fluga. Det är en variant av föreställningen om trollskott i nordisk folktro.
Ganfluga är omnämnt för första gången 1632 av Peder Claussøn Friis (1545-1614) i Norriges oc Omliggende Øers sandfærdige Besschriffuelse. Petter Dass omnämner också ganfluga i Nordlands trompet från slutet av 1600-talet, där han säger att "finden" ("samen") brukar gannkonst och att det går ut på att skicka ut förgiftade flugor som han "sätter" i folk eller fä. 
Ganfluga förknippas i nordisk folktro i Norge och Sverige med samer, men det förekommer också i isländsk tradition en "galdrafluga" eller "trolldomsfluga". Den hör till traditionen om onda, magiska utskickningar som kunde ta flughamn. På Färöarna finns det också en insekt som kallas "gandafluga", men det finns inte bevarad någon folktro som förklarar namnet.